# Ceres Corona
Ceres Corona est une corona, formation géologique en forme de couronne, située sur la planète Vénus par -16° S et 151,5° E. Elle est localisée dans le quadrangle de Diana Chasma. Elle a été nommée en référence à Ceres, déesse romaine de la moisson. 

## Géographie et géologie
Ceres Corona couvre une surface circulaire d'environ 675 km de diamètre. Cette formation fait partie des 34 coronae de plus de 500 km de diamètre sur la surface de Vénus.